# Pentaria phoenix
Pentaria phoenix là một loài bọ cánh cứng trong họ Scraptiidae. Loài này được Franciscolo miêu tả khoa học năm 1957.